# Lògica NAND
Tots els sistemes lògics poden ser convertits a circuits amb portes NAND, tal com va demostrar matemàticament Henry M. Sheffer l'any 1913 en la revista Transactions of the American Mathematical Society (Sheffer 1913). Això també aplica per a les portes NOR. En principi, qualsevol funció lògica combinatòria es pot realitzar amb prous portes NAND.

## NAND
Una porta NAND és una porta AND negada. Té la següent taula de veritat:
| |         |  |          |
| Q = A NAND B \| Input A \| Input B \| \| Output Q \| \| ------- \| ------- \| \| -------- \| \| 0 \| 0 \| \| 1 \| \| 0 \| 1 \| \| 1 \| \| 1 \| 0 \| \| 1 \| \| 1 \| 1 \| \| 0 \| |         |  |          |
| Input A | Input B |  | Output Q |
| 0 | 0       |  | 1        |
| 0 | 1       |  | 1        |
| 1 | 0       |  | 1        |
| 1 | 1       |  | 0        |

## Creació d'altres portes usant portes NAND
Una porta NAND és una porta universal, és a dir: qualsevol altra porta pot ser representada per una combinació de portes NAND.

### NOT
Una porta NOT pot ser creada unint els inputs d'una NAND gate. Com que una porta NAND és equivalent a una porta AND seguida d'una porta NOT, ajuntant els inputs d'una porta NAND s'acaba obtenint una porta NOT.
| Porta NOT desitjada                                                                       | Construcció amb NAND |          |
| ----------------------------------------------------------------------------------------- | -------------------- | -------- |
|                                                                                           |                      |          |
| Q = NOT(A)                                                                                | = A NAND A           |          |
| \| Input A \| \| Output Q \| \| ------- \| \| -------- \| \| 0 \| \| 1 \| \| 1 \| \| 0 \| |                      |          |
| Input A                                                                                   |                      | Output Q |
| 0                                                                                         |                      | 1        |
| 1                                                                                         |                      | 0        |

### AND
Una porta AND pot ser creada invertint l'output d'una porta NAND, com es mostra a continuació:
| |                              |  |          |
| Q = A AND B | = (A NAND B) NAND (A NAND B) |  |          |
| \| Input A \| Input B \| \| Output Q \| \| ------- \| ------- \| \| -------- \| \| 0 \| 0 \| \| 0 \| \| 0 \| 1 \| \| 0 \| \| 1 \| 0 \| \| 0 \| \| 1 \| 1 \| \| 1 \| |                              |  |          |
| Input A | Input B                      |  | Output Q |
| 0 | 0                            |  | 0        |
| 0 | 1                            |  | 0        |
| 1 | 0                            |  | 0        |
| 1 | 1                            |  | 1        |

### OR
Si la taula de veritat d'una porta NAND és examinada o si s'apliquen les lleis de De Morgan, es pot veure que si qualsevol dels inputs és 0, llavors l'output serà 1. En una porta OR, tanmateix, l'output haurà de ser 1 si qualsevol dels inputs és 1. És per això que, si els inputs s'inverteixen, qualsevol input alt -1- causarà un output alt.
| |                              |  |          |
| Q = A OR B | = (A NAND A) NAND (B NAND B) |  |          |
| \| Input A \| Input B \| \| Output Q \| \| ------- \| ------- \| \| -------- \| \| 0 \| 0 \| \| 0 \| \| 0 \| 1 \| \| 1 \| \| 1 \| 0 \| \| 1 \| \| 1 \| 1 \| \| 1 \| |                              |  |          |
| Input A | Input B                      |  | Output Q |
| 0 | 0                            |  | 0        |
| 0 | 1                            |  | 1        |
| 1 | 0                            |  | 1        |
| 1 | 1                            |  | 1        |

### NOR
Una porta NOR és una porta OR amb l'output invertit. L'output serà alt -1- quan ni l'input A ni el B siguin alts.
| |                                                                      |  |          |
| Q = A NOR B | = [ (A NAND A) NAND (B NAND B) ] NAND [ (A NAND A) NAND (B NAND B) ] |  |          |
| \| Input A \| Input B \| \| Output Q \| \| ------- \| ------- \| \| -------- \| \| 0 \| 0 \| \| 1 \| \| 0 \| 1 \| \| 0 \| \| 1 \| 0 \| \| 0 \| \| 1 \| 1 \| \| 0 \| |                                                                      |  |          |
| Input A | Input B                                                              |  | Output Q |
| 0 | 0                                                                    |  | 1        |
| 0 | 1                                                                    |  | 0        |
| 1 | 0                                                                    |  | 0        |
| 1 | 1                                                                    |  | 0        |

### XOR
Una porta XOR pot ser creada connectant quatre portes NAND com es mostra a continuació. Aquesta construcció comporta un retard de propagació tres vegades més gran que el d'una simple porta NAND.
| |                                                    |  |          |
| Q = A XOR B | = [ A NAND (A NAND B) ] NAND [ B NAND (A NAND B) ] |  |          |
| \| Input A \| Input B \| \| Output Q \| \| ------- \| ------- \| \| -------- \| \| 0 \| 0 \| \| 0 \| \| 0 \| 1 \| \| 1 \| \| 1 \| 0 \| \| 1 \| \| 1 \| 1 \| \| 0 \| |                                                    |  |          |
| Input A | Input B                                            |  | Output Q |
| 0 | 0                                                  |  | 0        |
| 0 | 1                                                  |  | 1        |
| 1 | 0                                                  |  | 1        |
| 1 | 1                                                  |  | 0        |

Alternativament, l'imput B de la porta XNOR amb el retard de propagació de 3 portes pot ser invertit. Aquesta construcció usa cinc portes enlloc de quatre:
| Porta desitjada | Construcció amb NAND                               |
| --------------- | -------------------------------------------------- |
|                 |                                                    |
| Q = A XOR B     | = [ B NAND (A NAND A) ] NAND [ A NAND (B NAND B) ] |

### XNOR
Una porta XNOR pot ser creada connectant l'output de 3 portes NAND (connectades com si fossin una porta OR) i l'output de la porta NAND als inputs respectius de la porta NAND. Aquesta construcció comporta un retard de propagació tres vegades més gran que el d'una simple porta NAND i usa fins a cinc portes.
| |                                                  |  |          |
| Q = A XNOR B | = [ (A NAND A) NAND (B NAND B) ] NAND (A NAND B) |  |          |
| \| Input A \| Input B \| \| Output Q \| \| ------- \| ------- \| \| -------- \| \| 0 \| 0 \| \| 1 \| \| 0 \| 1 \| \| 0 \| \| 1 \| 0 \| \| 0 \| \| 1 \| 1 \| \| 1 \| |                                                  |  |          |
| Input A | Input B                                          |  | Output Q |
| 0 | 0                                                |  | 1        |
| 0 | 1                                                |  | 0        |
| 1 | 0                                                |  | 0        |
| 1 | 1                                                |  | 1        |

Alternativament, es pot usar la versió de 4 portes d'una porta XOR amb un inversor. Aquesta construcció té una propagació de quatre cops (enlloc de tres vegades) el d'una simple porta NAND.
| Porta desitjada | Construcció amb NAND                                                                                             |
| --------------- | --- |
|                 | |
| Q = A XNOR B    | = { [ A NAND (A NAND B) ] NAND [ B NAND (A NAND B) ] } NAND { [ A NAND (A NAND B) ] NAND [ B NAND (A NAND B) ] } |

## MUX
UN multiplexor o porta MUX és una porta de tres inputs que usa una de les entrades, que rep el nom de bit selector, per seleccionar un dels altres dos inputs, anomenats bits de dades, que donarà com a output.
| Q = [ A AND NOT(S) ] OR (B AND S) | = [ A NAND (S NAND S) ] NAND (B NAND S) |        |  |          |
| |                                         |        |  |          |
| \| Input A \| Input B \| Select \| \| Output Q \| \| ------- \| ------- \| ------ \| \| -------- \| \| 0 \| 0 \| 0 \| \| 0 \| \| 0 \| 1 \| 0 \| \| 0 \| \| 1 \| 0 \| 0 \| \| 1 \| \| 1 \| 1 \| 0 \| \| 1 \| \| 0 \| 0 \| 1 \| \| 0 \| \| 0 \| 1 \| 1 \| \| 1 \| \| 1 \| 0 \| 1 \| \| 0 \| \| 1 \| 1 \| 1 \| \| 1 \| |                                         |        |  |          |
| Input A | Input B                                 | Select |  | Output Q |
| 0 | 0                                       | 0      |  | 0        |
| 0 | 1                                       | 0      |  | 0        |
| 1 | 0                                       | 0      |  | 1        |
| 1 | 1                                       | 0      |  | 1        |
| 0 | 0                                       | 1      |  | 0        |
| 0 | 1                                       | 1      |  | 1        |
| 1 | 0                                       | 1      |  | 0        |
| 1 | 1                                       | 1      |  | 1        |

## DEMUX
Un demultiplexor fa la funció oposada a un multiplexor: agafa un únic input i el retransmet en l'output indicat pel bit selector.
| | DEMUX Gate |  |          |          |
| |            |  |          |          |
| \| Input \| Select \| \| Output A \| Output B \| \| ----- \| ------ \| \| -------- \| -------- \| \| 0 \| 0 \| \| 0 \| 0 \| \| 1 \| 0 \| \| 1 \| 0 \| \| 0 \| 1 \| \| 0 \| 0 \| \| 1 \| 1 \| \| 0 \| 1 \| |            |  |          |          |
| Input | Select     |  | Output A | Output B |
| 0 | 0          |  | 0        | 0        |
| 1 | 0          |  | 1        | 0        |
| 0 | 1          |  | 0        | 0        |
| 1 | 1          |  | 0        | 1        |